# 夢よ急げ
「夢よ急げ」（ゆめよいそげ）は、アルフィーの1982年の楽曲。

## 概要
1982年の時点でアルフィーはまだヒット曲を出していなかった。このため、ひとつでも多くの曲を書く必要性に迫られていた。高見沢俊彦はライブを盛り上げることを考えてこの曲を作ったという。ライブにおける評判が良かったこともあり、翌1983年のアルバム『ALFEE』に於いて音源化された。その後、1987年の大阪国際女子マラソンにおいてイメージソングとして採用された。そして、そのことに対する評判がよかったことから、それ以降毎年女子マラソンのイメージソングを制作・歌唱し続けていた。
なお本作は1991年のアルバム『THE ALFEE THE BEST』において再録が行われている。2004年のベストアルバム『夢よ急げ -大阪国際女子マラソンイメージソング・アルバム-』では再録音源が収録された。また、2007年のシングル「Dear My Life」ではアコースティックギターによるインストゥルメンタルバージョンが収録されている。
英語でのタイトルは歌詞より、「FLYING AWAY」と題される。映像作品『History I』ジャケット裏面の記載やAmerican Music Awards(AMA)の映像中の曲紹介の字幕で確認可能。尚、「FLYING AWAY」は1984年の春ツアー、夏の野外イベント、秋ツアーのタイトルでもあった。

### 「Over Drive～夢よ急げ」
またライブでは、オリジナルと同じくアルバム『ALFEE』に収録されている楽曲「Over Drive」とメドレー形式で、「Over Drive～夢よ急げ」として演奏されることもある。歌詞に本作のタイトルが出て来るので、前奏的な扱いとなっている。1998年に発売の書籍『THE ALFEE 1998 Nouvelle Vague TOKYO ONE NIGHT DREAM』の付録CDに「17th Summer TOKYO ONE NIGHT DREAM」のライブ音源が収録され、2012年のセルフカヴァーアルバム『ALFEE GET REQUESTS』にライブを意識したバージョンで新録された他、2017年12月20日発売のシングル『人間だから悲しいんだ』の通常盤に、同年7月29日の横浜アリーナでのライブ音源がカップリングされている。

## テレビ番組での歌唱
- 夜のヒットスタジオDELUXE（フジテレビ）
  - 1985年12月25日放送（第890回[注 2]）で本曲を歌唱中に、坂崎幸之助のギターの弦が1本切れてしまうハプニングが発生[注 3]。一旦提供表示→CMを挟んで仕切り直す事態となった。2014年9月3日に発売された『THE ALFEE 40th Anniversary スペシャルボックス』[注 4]にこの一部始終が収録されている。
  - なお、「夢よ急げ」は1989年8月9日放送（第1077回[注 2]）でも「星空のディスタンス」と共に歌唱されている。

- 坂崎幸之助のももいろフォーク村NEXT（フジテレビNEXT）
  - 2017年10月26日放送（第77夜）のオープニングで、ももいろクローバーZの百田夏菜子、玉井詩織、高城れに扮する「Z ALFEE」（ズィ・アルフィー）が「Over Drive〜夢よ急げ」を歌唱した[3]。